# Bistum Orange in California
Das Bistum Orange in California (lateinisch Dioecesis Arausicanae in California, englisch Diocese of Orange in California) ist eine in den Vereinigten Staaten gelegene römisch-katholische Diözese mit Sitz in Orange, Kalifornien.
Die Patronin des Bistums ist Unsere Liebe Frau von Guadalupe.

## Geschichte

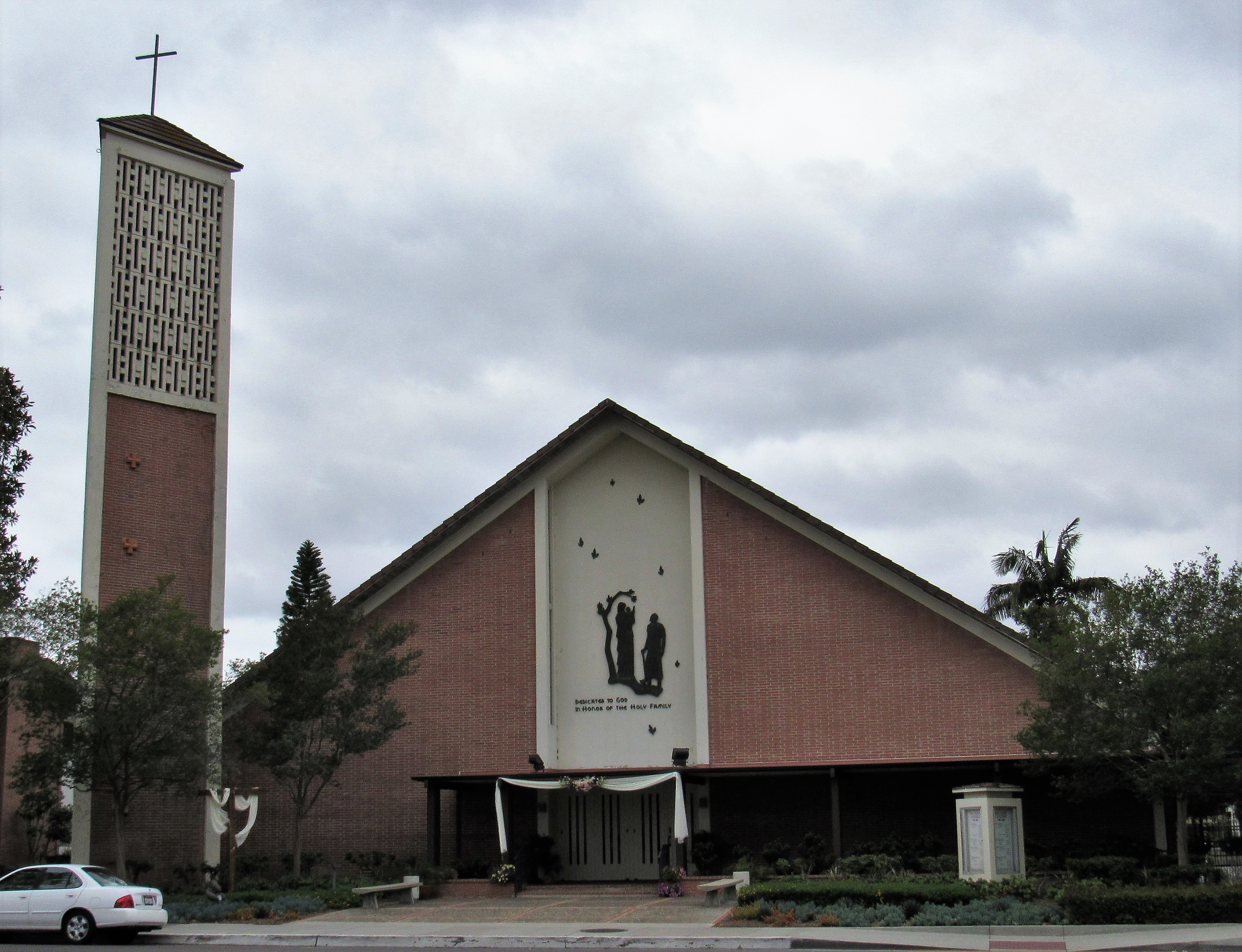
Holy Family, frühere Kathedrale in Orange

Das Bistum Orange in California wurde am 24. März 1976 durch Papst Paul VI. mit der Apostolischen Konstitution Supernae animarum aus Gebietsabtretungen des Erzbistums Los Angeles errichtet und diesem als Suffraganbistum unterstellt.
William Robert Johnson wurde zum ersten Bischof von Orange in California ernannt und führte das Bistum bis zu seinem Tod im Jahr 1986. Zu Beginn umfasste die Diözese 42 Pfarreien, 179 Priester und 330.000 Gläubige. Die Zahlen sind seitdem deutlich gestiegen.
In den letzten Jahren verzeichnete das Bistum einen starken Zustrom von Einwanderern aus Asien und Lateinamerika, die nicht Englisch sprechen. Daher schätzt das Bistum selbst deren Integration in die Ortskirche als seine „größte Herausforderung“ ein.

## Territorium
Das Bistum Orange in California umfasst das im Bundesstaat Kalifornien gelegene Gebiet Orange County.

## Kathedrale
Die Pläne, für die recht junge Diözese eine neue Kathedrale zu erbauen, erübrigten sich, als 2011 die Möglichkeit bestand, die 1977–80 erbaute Crystal Cathedral von der insolvent gewordenen lokalen Megakirche Crystal Cathedral Ministries zu erwerben. Ab 2014 sollte diese unter dem Namen Christ Cathedral die neue Bischofskirche des Bistums sein. Wegen umfangreicher Umbauten konnte sie aber erst 2019 fertiggestellt und am 17. Juli 2019 geweiht werden.
Die Kirche enthält die „Hazel-Wright-Orgel“, eine der fünf größten Orgeln der Welt. Diese wurde ehemals von Fa. Fratelli Ruffatti aus Padua in Italien aufgebaut. Bischof Kevin Vann erteilte den Auftrag an Ruffatti zu einer Generalsanierung. Dazu wurde die Orgel komplett abgebaut und nach Padua verschifft. 2020 soll sie wieder an ihrem Platz stehen und erklingen.

## Wappen

Bistumswappen

Das Wappen des Bistums zeigt unten Meereswellen, oberhalb davon zwei Berge, darüber einen Orangenbaum, drei Bögen und eine Rose als Sonne. Mit den Meereswellen wird die Lage der Diözese am Ozean verdeutlicht, die zwei Berge stehen für die höchsten Gipfel des Santa-Ana-Gebirges, Santiago Peak und Modjeska Peak, die zusammen die Saddleback-Formation bilden. Der Orangenbaum verdeutlicht die Lage im Orange County. Die Bögen symbolisieren die Mission San Juan Capistrano, durch die Rose wird die Verbundenheit zur Schutzpatronin der Diözese, Unserer Lieben Frau von Guadalupe, zum Ausdruck gebracht.

## Bischöfe von Orange in California
1. 1976–1986 William Robert Johnson
2. 1986–1998 Norman Francis McFarland
3. 1998–2012 Tod David Brown
4. 2012–0000 Kevin Vann

## Weihbischöfe
- John Steinbock (1984–1987; † 2010)
- Michael Patrick Driscoll (1989–1999; † 2017)
- Jaime Soto (2000–2007)
- Dominic Mai Luong (2003–2015; † 2017)
- Cirilo Flores (2009–2012; † 2014)
- Timothy Freyer (seit 2014)
- Thanh Thai Nguyen (seit 2017)